# 宝石镇 (开江县)
宝石镇，原为宝石乡，是中华人民共和国四川省达州市开江县曾经下辖的一个镇。2019年12月，撤销宝石镇，将其所属行政区域划归讲治镇管辖。

## 行政区划
宝石镇撤销前下辖以下地区：
开江县宝石乡社区、雁鹅坝村、复兴寺村、红岩坝村、茶坪村、马驿沟村、中心村、斑竹溪村和程家沟村。